# Diverta
Diverta este o companie care comercializează pe piața de retail din România produse de papetărie și birotică, carte, muzică, film, jocuri și jucării și IT&C.
Diverta mai oferă servicii de închiriere video, copiere de documente, vânzări de bilete și încărcare electronică.
Diverta este parte a RTC Holding, unul dintre cele mai mari grupuri de retail și distribuție din România.
Diverta este una dintre diviziile de retail ale grupului RTC și cuprinde mai multe linii de business - lanțul de magazine Diverta, Librăria Noi din București, Depozitul de Carte (DDC), Ara Toys (import și distribuție de jucării) și Noi Distribuție Carte (NDC), cel mai mare importator și distribuitor de carte străină.
În anul 2005, Diverta a cumpărat integral Best Computers (care deținea un lanț de 11 magazine IT, localizate mai ales în București) și 60% din Best Distribution, importator și distribuitor de jocuri și console.
În anul 2008, rețeaua Diverta opera magazine în 41 de orașe din România.
În anul 2009 a închis 11 magazine cu suprafețe mici din România.
În 2010, cea mai mare pondere (34%) din afacerile Diverta a fost reprezentată de segmentul carte, urmat de papetărie (22%), media (17%), jucării (11%), IT (7%), servicii (6%).
În 2010 compania a intrat în insolvență și după trei ani a ieșit din insolvență. În anul 2021 a intrat din nou în insolvență.
Număr de angajați în 2011: 360
Număr de magazine:
| Anul     | 2011 | 2009 | 2007 | 2006 |
| -------- | ---- | ---- | ---- | ---- |
| magazine | 50   | 68   | 70   | 90   |

Cifra de afaceri:
| Anul          | 2010 | 2009 | 2007 | 2006 | 2005 |
| ------------- | ---- | ---- | ---- | ---- | ---- |
| milioane euro | 22   | 30   | 46,5 | 38   | 31,5 |